# أذن الأسد عشرية الأسنان
أذن الأسد عشرية الأسنان (الاسم العلمي:Leonotis decadonta) هو نوع من النباتات يتبع جنس أذن الأسد من الفصيلة الشفوية.